# Tero Similä
Tero Similä (né le 26 février 1980) est un fondeur finlandais.

## Coupe du monde
- Meilleur classement final: 68e en 2005.
- Meilleur résultat: 8e.